# 松平寛未
松平 寛未（まつひら ひろみ、1984年11月25日 - ）は、日本のフリーアナウンサー、ナレーター。

## 来歴
富山県黒部市（旧・宇奈月町）出身。大阪芸術大学卒業。
大学を卒業後、2007年に北日本放送 (KNB) に入社。同期に同局アナウンサーの柴田泰佳（当時）と柳川明子がいる。同局がアナログ放送を行っていた頃には、アナウンス業務と並行して地上デジタル放送推進大使も務めていた。
2014年3月28日に北日本放送を退社し、フリーに転向した。既婚者であり、子供（長女）もいる。

## 担当番組
いずれも北日本放送時代の担当番組。
- いっちゃん☆KNB[8]
- 旬景とやま - ナレーター
- フクラギさん！ - ナレーター
- コンビニラジオ○○商店いらっしゃいませ〜 - 火曜担当[8]
- ズームイン!!SUPER（日本テレビ）[9]
- ラブぽけ[9]
- パブぽけ - 司会
- いち☆スタ - 司会
- KNBニュース